# Adolf Christian Baumann
Adolf Christian Baumann (auch Adolph Baumann; * 12. September 1829 in München; † 5. Februar 1865 ebenda) war ein deutscher Historienmaler sowie Mitglied des Vereins für christliche Kunst in München.

## Leben
Adolf Baumann studierte von 1844 bis 1848 an der Münchner Königliche Akademie der Bildenden Künste. Sein damaliger Lehrer Johann von Schraudolph, der von König Ludwig I. mit der Ausmalung des Speyerer Doms beauftragt war, nahm ihn als Gehilfe mit nach Speyer. Bis 1853 arbeitete Baumann an der Dom-Ausmalung, die im nazarenischen Stil erfolgte. Anschließend erhielt er von Ludwig I. ein Stipendium für einen dreijährigen Studienaufenthalt in Italien. Nach der Rückkehr aus Italien blieb Baumann weiterhin der Münchner Kunstakademie verbunden. Unter anderem schuf er vier Waldgemälde für das damalige Bayerische Nationalmuseum (alter Bau) und das Bild „Christus am Kreuze“ für das Münchner Isartor. Zu seinen religiösen Gemälden gehören mehrere Altarbilder nach dem Vorbild des Münchner Malers Heinrich von Hess. 1860 gehörte Baumann zu den Gründungsmitgliedern des Münchner Vereins für Christliche Kunst.
Adolf Baumann starb 1865 im Alter von 35 Jahren in München.

## Grabstätte

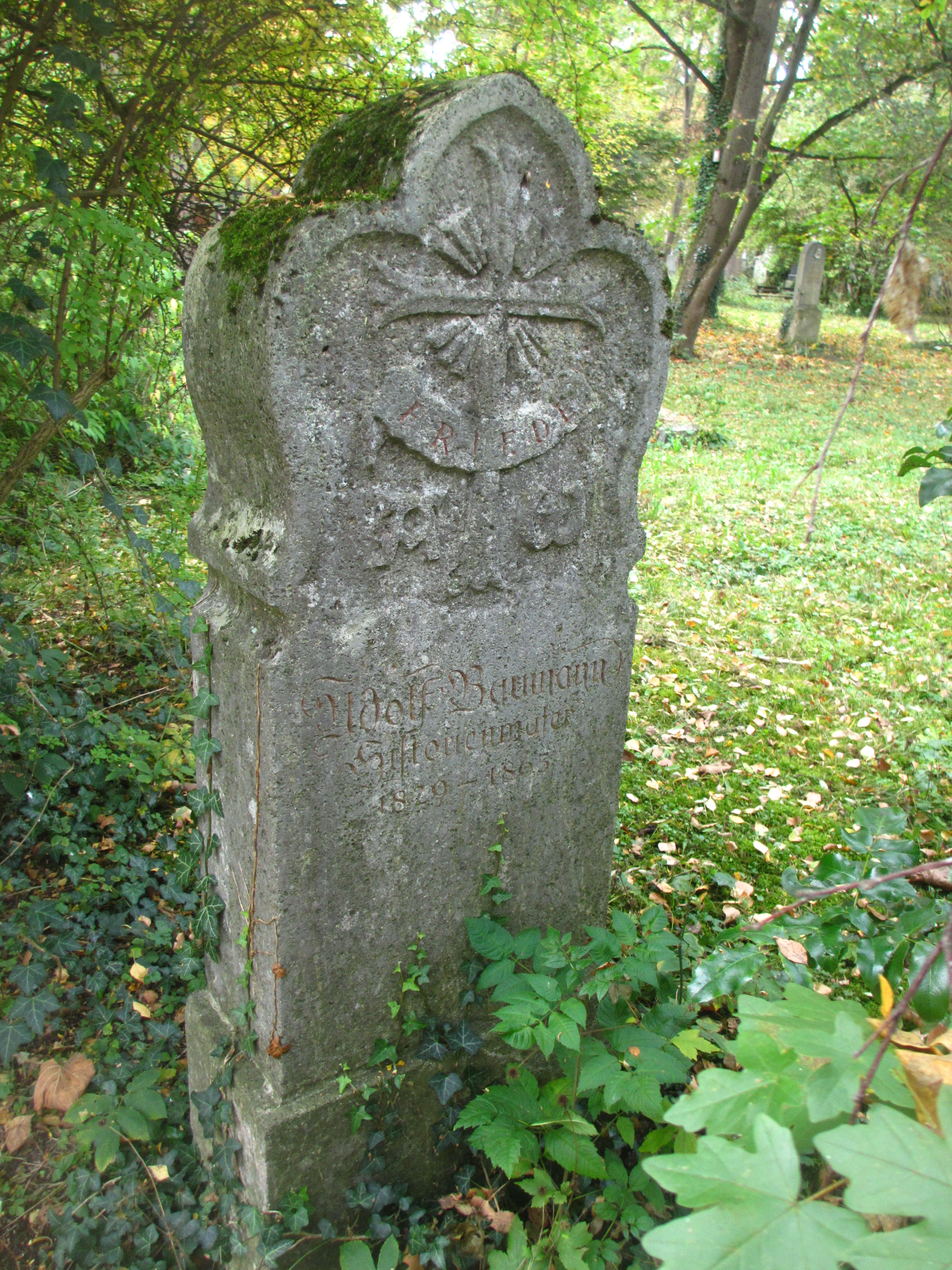
Grab von Adolf Baumann auf dem Alten Südlichen Friedhof in München

Die Grabstätte von Adolf Baumann befindet sich auf dem Alten Südlichen Friedhof in München (Gräberfeld 15 – Reihe 3 – Platz 55) Standort.

## Werke (Auswahl)

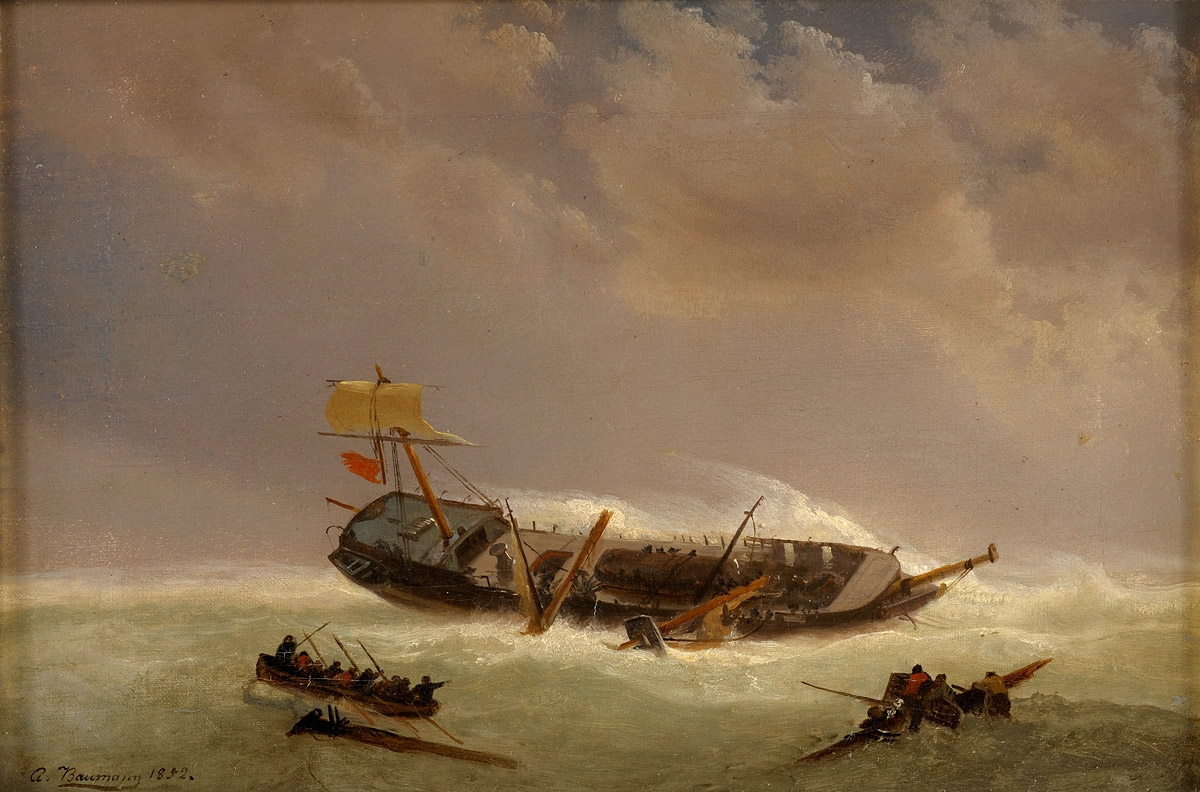
Havarierter Lastensegler, Gemälde von Adolf Christian Baumann

- Landschaft mit Burg

Wandbilder im Bayerischen Nationalmuseum, Alter Bau:
- Krönung Ludwig des Bayern im Jahre 1328
- Hausvertrag zu Pavia..., im Jahre 1329
- Herzog Heinrich von Niederbayern gründet 1337 die Bayerburg in Littauen
- Kaiser Ruppert nimmt den Böhmen die oberpfälzische Städte..., im Jahre 1401
- Gemälde für die Kirche von Geltolfing in Niederbayern.